# 美国律师
《美国律师》是由ALM传媒出版的法律月刊和运营的网站，由史蒂文·布里尔（Steven Brill）创办于1979年。
1986年，《美国律师》收购了迈阿密瑞维优商业出版社（Review Business Publications），其中包括佛罗里达州南部的四份报纸：《布劳沃德评论》、《棕榈滩评论》、《迈阿密评论》和《南佛罗里达医学评论》。
该杂志网站域名Law.com注册于1998年2月4日，它还是年度美国律师行业奖的赞助商。